# Happening bar
Un happening bar (ハプニングバー) aussi appelé couple kissa (カップル喫茶, kappuru kissa) ou H-bar est un club intimiste dans lequel les clients peuvent venir en couple pour se tripoter devant les autres clients. Les deux prétendants à faire partie du club passent un examen médical avant de devenir membres et déclinent leur identité ainsi que leur adresse et numéro de téléphone. Ils paient ensuite une redevance pour faire partie du club. Vers l'an 2000, ces bars exhibitionnistes se transforment en clubs échangistes où des couples, voire des trios, se forment pour se livrer à des orgies sous le regard des autres clients du club. L'établissement offre les boissons (souvent gratuitement), la mise à disposition de chambres (munies de cloisons composées de glaces sans tain) où les protagonistes peuvent se livrer à toutes sortes de pratiques sexuelles et de douches. L'entrée aux couple kissa est réservée aux couples hétérosexuels ainsi qu'aux femmes seules alors que les happening bars autorisent également les homosexuels. Dans ce cas, ils doivent s'acquitter d'une majoration du droit d'entrée (habituellement de 25 000 yens soit environ 200 euros) alors que le supplément n'est pas appliqué aux femmes. L'entrée est interdite aux mineurs de 20 ans, aux groupes composés de personnes du sexe masculin, aux personnes ivres ou droguées et, pour quelques établissements, aux étrangers. Les happening bars sont ouverts 24 heures sur 24.
Les happening bar sont fréquentés par des personnes issues de toutes les couches de la société japonaise. La motivation principale des membres, bien au-delà du simple contact sexuel, est l'exhibitionnisme, la sensation excitante et perverse de savoir leurs ébats observés par un groupe sans visage.
Happening bars et couple kissas sont à la limite de l'illégalité au regard de la loi japonaise concernant la prostitution en permettant, ou même, en favorisant des relations sexuelles au sein de leurs établissements au lieu de s'inquiéter de ce qui pourrait advenir aux clients. Un incident sérieux est survenu en 2004 après que Chocoball Mukai, acteur de films pornographiques et lutteur de puroresu, eut fait la publicité sur son site web, qu'il se produirait au Rock, un happening bar situé dans le quartier Roppongi de Tokyo. Une opération de police prit alors Chocoball Mukai, ainsi qu'un autre acteur qui l'accompagnait, sur le fait de pratiquer un acte sexuel en public. Chocoball, inculpé d'« attentat à la pudeur[réf. nécessaire] » et d'« d'outrage à la moralité publique », est condamné à cinq mois de prison ferme et le bar fermé.
À ce jour, les autres happening bars sont restés ouverts et leur fréquentation, dopée par les articles de certains médias avides de détails sulfureux, paraît avoir augmenté[réf. nécessaire]. Le nombre de ces lieux de voyeurisme est difficile à appréhender car ils sont illégaux. Marginalisés dans l'empire du fukosu, ils se multiplient dans l'ombre et semblent être une centaine dans tout le Japon dont 30 concentrés à Tokyo[réf. nécessaire].